# Leapfrogging

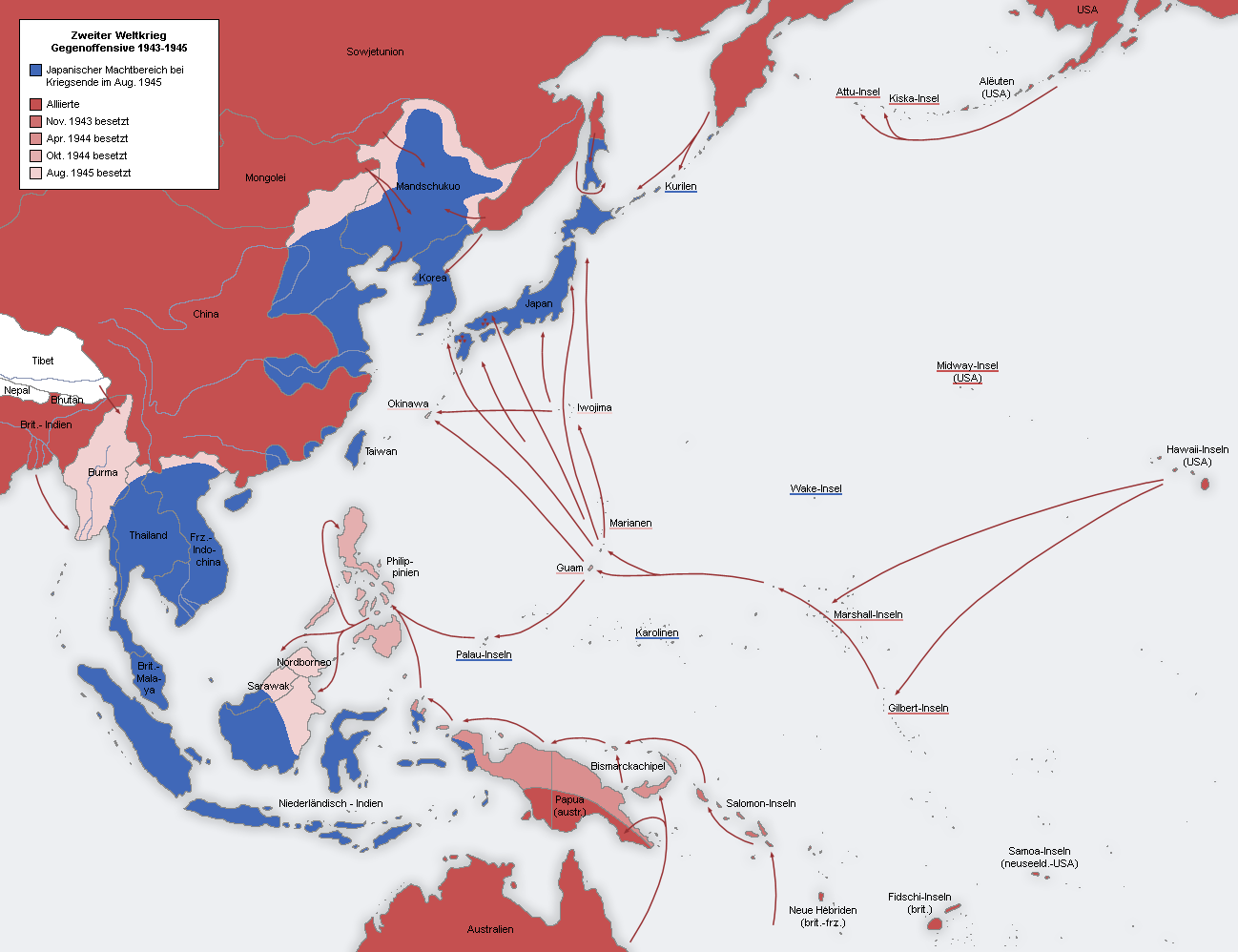
Kaart

Leapfrogging (haasje over) (ook island hopping genoemd) was een militaire strategie die de geallieerden tijdens de Tweede Wereldoorlog in Azië toepasten tegen Japan. De techniek was bedoeld om snel terrein te winnen op de Japanners.
De techniek hield in dat de geallieerden enkele zwaar bewapende, gefortificeerde eilanden (waaronder Rabaul) links lieten liggen omdat deze lastig te veroveren zouden zijn. In plaats daarvan richtten de geallieerden zich enkel op de minder verdedigde, maar strategisch gezien wel belangrijke eilanden. Door deze in te nemen konden de geallieerden de overgeslagen eilanden afsluiten van hun bevoorrading via aanvallen met onderzeeërs en bombardementen. De Japanse troepen op de niet veroverde eilanden konden zonder hun bevoorrading niet veel meer doen, waardoor deze eilanden geen gevaar meer vormden voor de geallieerden.
Leapfrogging had een aantal voordelen voor de geallieerden. Ze boekten sneller vooruitgang in hun opmars naar Japan omdat ze minder lang bezig waren met het veroveren van eilanden. Bovendien scheelde het enkel innemen van minder bewapende eilanden mankrachten en voorraden. Verder stelde het de geallieerden in staat verrassingsaanvallen uit te voeren.
De originele leapfrogging-strategie bestond uit twee operaties. Een team geleid door admiraal Chester Nimitz, die een relatief kleine landmacht maar een grote vloot tot zijn beschikking had, moest de Gilberteilanden, Marshalleilanden en Marianen innemen, en dan doorstoten naar de Bonin-eilanden. Een tweede team, geleid door generaal Douglas MacArthur, moest rond dezelfde tijd de Solomonseilanden, Nieuw-Guinea, en de Bismarck-archipel innemen, en dan doorstoten naar de Filipijnen. McArthur week af van het plan door ook Mindanao aan te vallen.